# Mikołaj (Kasatkin)
Mikołaj, imię świeckie Iwan Dymitrowicz Kasatkin, ros. Иван Дмитриевич Касаткин (ur. 1 sierpnia?/13 sierpnia 1836, zm. 16 lutego 1912 w Tokio) – święty Rosyjskiej Cerkwi Prawosławnej, rosyjski misjonarz, założyciel Japońskiej Cerkwi Prawosławnej. W literaturze hagiograficznej określany jako św. Mikołaj Japoński (ros. Николай Японский).

## Życiorys
Urodził się w rodzinie diakona w guberni smoleńskiej. Uczył się w bielskim i smoleńskim seminarium duchownym, a następnie Petersburskiej Akademii Duchownej. Decyzją z 1860 mianowany kapelanem konsulatu Cesarstwa Rosyjskiego w Japonii. W tymże roku przyjął postrzyżyny na mnicha. 
2 lipca 1861 przybył do Hakodate. Pierwsze lata pobytu w Japonii hieromnich Mikołaj poświęcił na naukę języka japońskiego, poznaniu kultury i obyczajów miejscowej ludności oraz przygotowaniem podstaw do działalności misyjnej.
W 1870 erygowano rosyjską misję duchowną w Tokio, pod zarządem eparchii kamczackiej. Głównym jej organizatorem i koordynatorem został hieromnich Mikołaj, wkrótce podniesiony do godności archimandryty.
W 1880 został biskupem rewelskim, wikariuszem eparchii ryskiej.
W czasie działalności misyjnej przetłumaczył na język japoński Pismo Święte, Liturgię i inne księgi liturgiczne. Założył Seminarium Duchowne z japońskim językiem wykładowym i w tymże języku czasopismo Zwiastun Prawosławny.
8 marca 1891 ukończono budowę i konsekrowano cerkiew katedralną pod wezwaniem Zmartwychwstania Pańskiego w Tokio, znaną szeroko jako Nikorai-do.
W czasie wojny rosyjsko-japońskiej pozostał w Japonii. 24 marca 1906 Święty Sobór Cerkwi Rosyjskiej wyniósł go do godności arcybiskupa Tokio i całej Japonii. Zmarł w 1912 i został pochowany za osobistą zgodą cesarza Japonii w Tokio.

## Kanonizacja
10 kwietnia 1970 Mikołaja (Kasatkina), ewangelizatora Japonii, zaliczono w poczet świętych.